# Адміністративний устрій Корсунь-Шевченківського району
Адміністративний устрій Корсунь-Шевченківського району — адміністративно-територіальний поділ Корсунь-Шевченківського району Черкаської області на 1 селищну громаду, 4 сільські громади, 1 міську,  та 1 сільську раду, які об'єднують 54 населені пункти та підпорядковані Корсунь-Шевченківській районній раді. Адміністративний центр — місто Корсунь-Шевченківський.

## Список громадКорсунь-Шевченківського району
- Стеблівська селищна громада
- Карашинська сільська громада
- Моринська сільська громада
- Набутівська сільська громада
- Селищенська сільська громада

## Список радКорсунь-Шевченківського району
| № | Назва                             | Центр                     | Населені пункти                                     | Площа км² | Місце за площею | Населення (2001), осіб | Місце за населенням |
| - | --------------------------------- | ------------------------- | --------------------------------------------------- | --------- | --------------- | ---------------------- | ------------------- |
| 1 | Корсунь-Шевченківська міська рада | м. Корсунь-Шевченківський | м. Корсунь-Шевченківський с. Гарбузин с. Саморідня  | 118,650   |                 | 21,415                 | 1                   |
| 9 | Зарічанська сільська рада         | с. Заріччя                | с. Заріччя с. Миколаївка с. Склименці с-ще Хлерівка |           |                 | 1105                   | 2                   |

* Примітки: м. — місто, с-ще — селище, смт — селище міського типу, с. — село